# Nykturia
Nykturia, nokturia (stgr. νυκτουρία, łac. nycturia) – oddawanie moczu w porze nocnej (więcej niż jeden raz).
Nykturia jest częstym objawem niewydolności serca, przerostu prostaty, endometriozy, niektórych chorób nerek (głównie zapalenie dróg moczowych), występuje również w niewyrównanej cukrzycy, po niektórych lekach (np. diuretykach) a czasem bywa skutkiem nadmiernego spożycia płynów przed snem (np. kawy). Za normę uważa się maksymalnie jednorazowe oddawanie moczu w ciągu nocy.
Objaw ten ma miejsce nocą, dlatego że w długotrwałej pozycji leżącej dochodzi do lepszego ukrwienia nerek.
O nykturii można mówić zarówno w przypadku niekontrolowanego jak i kontrolowanego wydalania moczu.

## Leczenie
Według wyników systematycznej analizy Europejskiego Towarzystwa Urologicznego, 2017):
- leczenie przyczynowe (zaburzenia snu, schorzenia dolnych dróg moczowych, problemy behawioralne, współistnienie tych czynników)
- antydiuretyki
- leki hormonalne blokujące 5-α-reduktazę
- leki blokujące receptor α-1-adrenergiczny